# 866
866(팔백육십육)은 865보다 크고 867보다 작은 자연수다.

## 수학
- 합성수로, 그 약수는 1, 2, 433, 866이다. 진약수의 합은 436이므로, 866은 부족수다.
  - 260번째 반소수다. 앞의 반소수는 865, 다음 반소수는 869다.
- {\displaystyle 866=5^{2}+29^{2}}
  - 서로 다른 두 소수(素數)의 제곱합으로 나타낼 수 있는 19번째 반소수다. 이 성질을 지닌 앞의 수는 818, 다음 수는 965다. (OEIS의 수열 A103558)
- {\displaystyle 866=9^{2}+16^{2}+23^{2}}
  - 공차가 7인 세 자연수의 제곱합으로 나타낼 수 있는 수다. 이 성질을 지닌 앞의 수는 773, 다음 수는 965다.
- {\displaystyle 79^{8}-1}은 866으로 나누어떨어진다.

## 과학
- 866 파트메(영어판): 소행성.

## 교통
- 이스라엘 866번 국도(영어판)
- 866번 홋카이도도(일본어판)

## 군사
- U-866(영어판, 독일어판): 제2차 세계 대전에 사용된 나치 독일의 군용 잠수함.

## 문화유산
- 대한민국의 보물 제866호: 이기룡필 남지기로회도

## 기타
- 연도: 866년, 기원전 866년